# ثلج

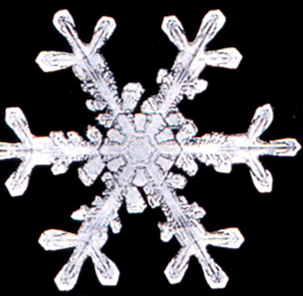
صورة توضح شكل رقاقة الثلج

خريطة توضح امتداد الثلج على مدار العام حول العالم

الثلج هو نوع من أنواع الهطول على شكل بلورات دقيقة للجليد تحدث في الفصل البارد لكنها لا تحدث في كل دول العالم. وتزداد غزارة الثلوج وكثافتها كلما اتجهنا قريباً من القطبين الجنوبي والشمالي.
تتم هذه الظاهرة عند التقاء تيارات هوائية رطبة ودافئة مع تيارات باردة تكون درجة حرارتها 12.5 تحت الصفر ويجب لتكون الثلج توفر نويات التكاثف التي يتكون عليها الثلج وهي جسيمات صلبة صغيرة جدًا عالقة في الجو العلوي مثل ذرات الغبار أو الرماد وعند وجودها تتوفر الحالات الثلاث التي تمكن بخار الماء ليتحول من الحالة الغازية إلى الحالة الصلبة مكونا الثلج ويتم ذلك بتكاثف جزيئات الماء على النواة وعلى إثر التصاقها مع بعضها البعض يتم في العادة بناء بلورة الثلج وتكون في هذه المرحلة عبارة عن صفيحة رقيقة ذات ستة جوانب.

## الثلج والأدب الإنساني
لطالما اتصفت صورة الثلج في ذهن الإنسان بالنقاء والعفة والطهارة وربما جاء هذا من لون الثلج الأبيض الناصع، فمثلا قصة بياض الثلج والأقزام السبعة كان اسم بطلة القصة وهي الفتاة الطيبة بيضاء الثلج. وفي أحيان أخرى يكون الثلج رمزا للموت البطيء والقاسي والذي جاء بطبيعة الحال بسبب ترافق الثلج مع تيارات باردة ومتجمدة ومع غياب للشمس وهبوط حاد لدرجات الحرارة.

## الثلوج في العالم العربي
يلاحظ في الفترة الأخيرة انحسار حاد في كمية الثلوج المتساقطة في البلاد العربية خصوصا وفي العالم عموما وقد يرجح ذلك إلى ظاهرة الاحتباس الحراري. لكن المناطق التقليدية لتساقط الثلوج في العالم العربي هي الجبال بطبيعة الحال وخصوصا الجبال في شمال الوطن العربي. ومن هذه المناطق التي تشهد تساقطا سنويا للثلوج:
- لبنان وخصوصا المناطق الجبلية.
- كافة مناطق سوريا تقريبا وخصوصا الجبال سلاسل الجبال الساحلية في الشمال الغربي وفي سلاسل جبال الحرمون وفي جبل العرب في الجنوب مثل باستثناء الشريط الساحلي، وهضبة الجولان وجبل الشيخ وكافة الجبال المحيطة بدمشق مع الامتداد في جميع الاتجاهات والعديد من المناطق في حلب وشمال شرق سوريا.
- ليبيا في منطقة الجبل الأخضر وخاصة مدينة البيضاء وضواحيها.
- الأردن في أغلب مناطق المملكة وخاصه الجبال يكون التساقط كثيف ويتمركز في محافظة عجلون وشمال وغرب العاصمة والجبال المحيطة بالعاصمة وأيضا بمحافظة البلقاء ومحافظات الجنوب خاصه الرشاديه والشراة وعدة مناطق أخرى.
- مناطق الجليل والضفة الغربية وأحيانا النقب في فلسطين.
- السعودية بشكل مستمر في فصل الشتاء في المناطق الشمالية مثل تبوك خصوصا جبل اللوز وأحيانا في عرعر. وقد شهدت منطقة عسير هطولا نادرا للثلوج قبل عدة أعوام. كما تهطل الثلوج أحيانا في فصل الشتاء في منطقة الباحة وهطلت لأول مرة في فصل الصيف عام 2009 في بعض قرى منطقة الباحة في الحجاز.
- في شمال العراق خصوصا المرتفعات والجبال مثل نينوى واربيل والسليمانية ودهوك وسنجار وكركوك كما تتساقط الثلوج ولكن بشكل غير منتظم في البادية وصحراء الحجارة غرب العراق.[1]
- مصر: جبال سيناء خاصة جنوب سيناء وبعض مدن وسط سيناء مثل نخل زنادرا مدن الساحل الشمالي المطلة على البحر الأبيض المتوسط.
- جبال تونس وخصوصا عين دراهم وجل مناطق الشمال والوسط وحتى الجنوب أحيانا.
- الجزائر; وخصوصا المناطق الداخلية كولاية سطيف وغيرها.
- المغرب وخصوصا جبال الأطلس، حيث مدينة إفران وهي المكان الذي سجلت فيه أدنى درجة للحرارة في أفريقيا: -23 درجة مئوية، في عام 1935.
- اليمن هطولات نادرة في المناطق الجبلية مثل ذمار ومحافظة إب. السعودية- في الشمال.
- سلطنة عمان ولاية نزوى الجبل الأخضر و ولاية الحمراء جبل شمس
- الإمارات العربية المتحدة في جبل جيس برأس الخيمة هطلت كميات كثيفة من الثلوج في عامي 2009 و 2017 و 2020 ووصلت درجة الحرارة في قمة الجبل إلى -5 درجات تحت الصفر.

## أشكال الثلج على سطح الأرض

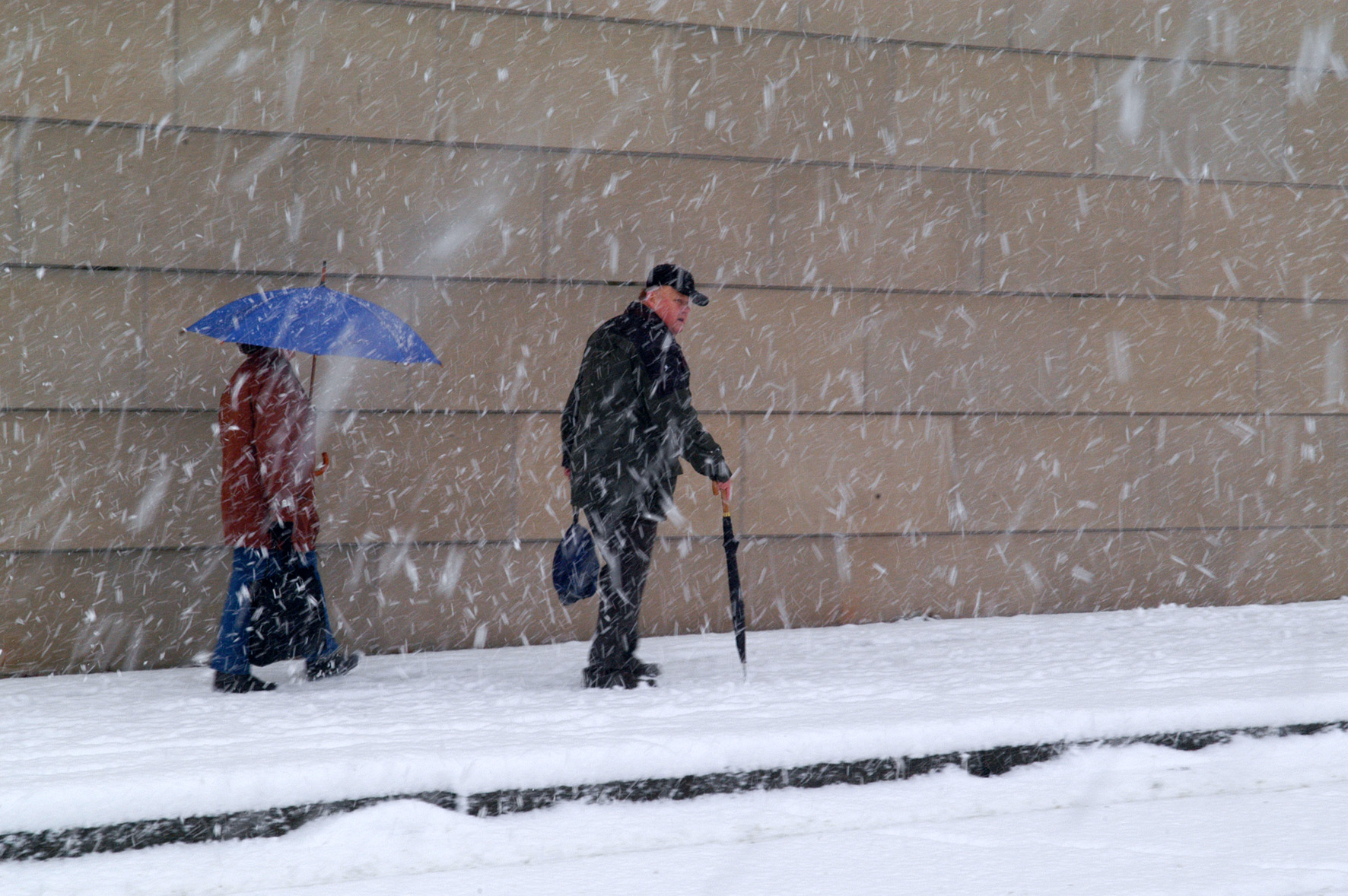
هطول كثيف للثلج في أحد شوارع درسدن بألمانيا

## أشكال الثلج على سطح الأرض[2]
- الأنهار الجليدية
- الصفائح الجليدية
- القمم الجليدية
- الجبال الجليدية
- الجروف الجليدية
- الجداول الجليدية

## صناعة الثلج
يوجد طرق كميائية لصناعة الثلج تعتمد على استخدام بعض الأملاح مثل الأزوتات وكلوريدات النشادر وكربونات الصودا التي تعمل على امتصاص الحرارة من الماء وتبريده حتى يتحول إلى ثلج.

## معرض صور

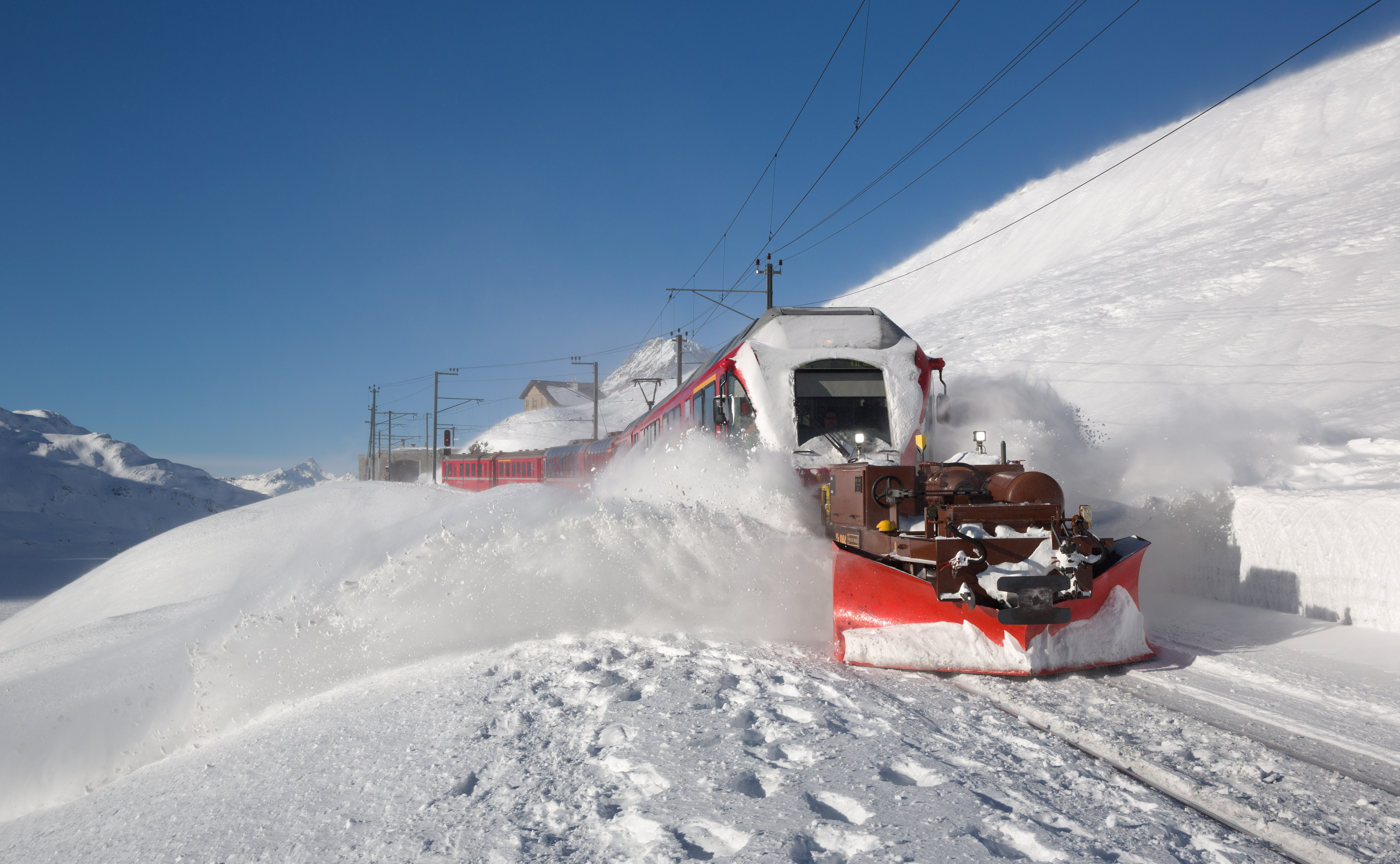
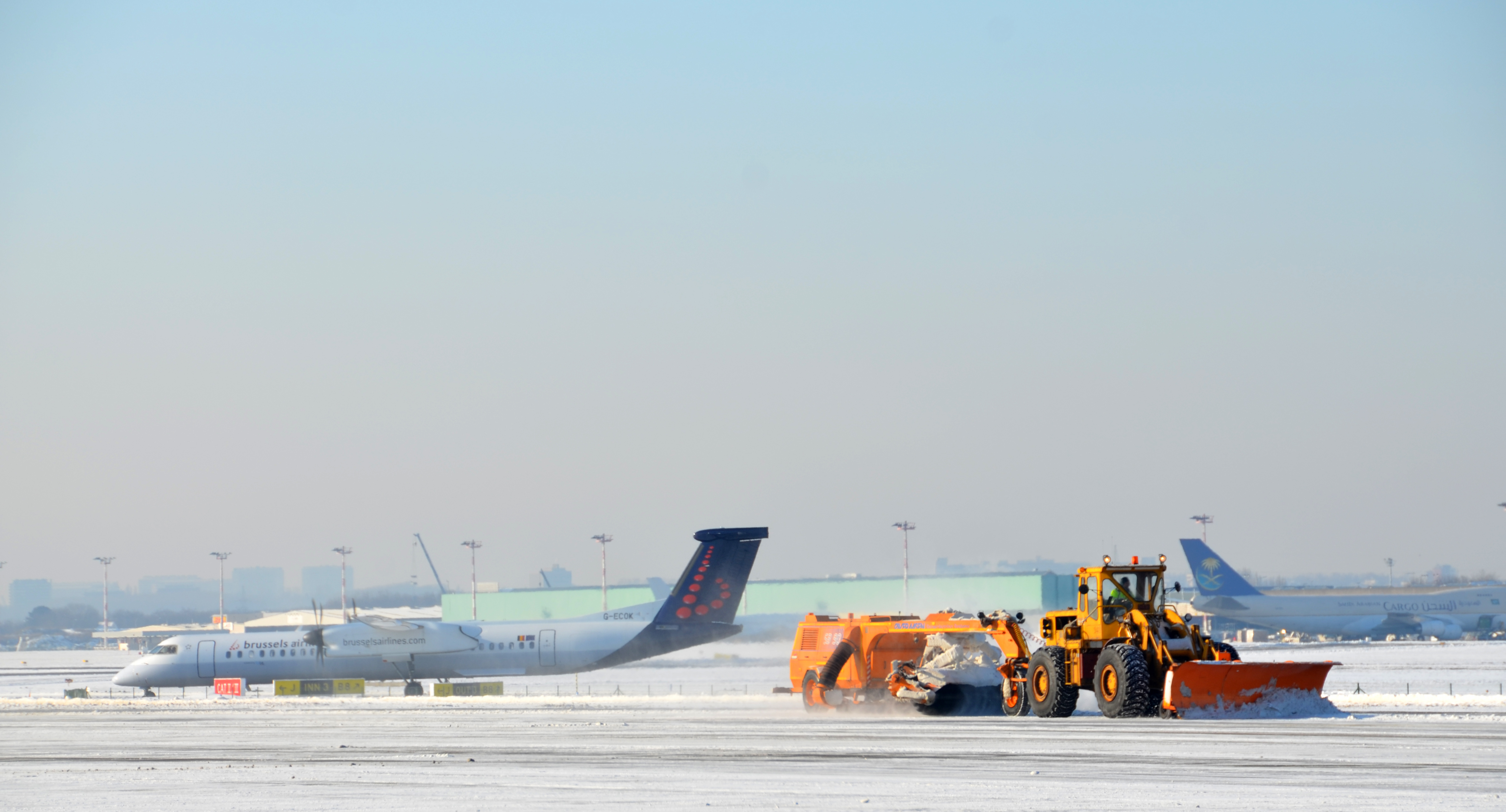
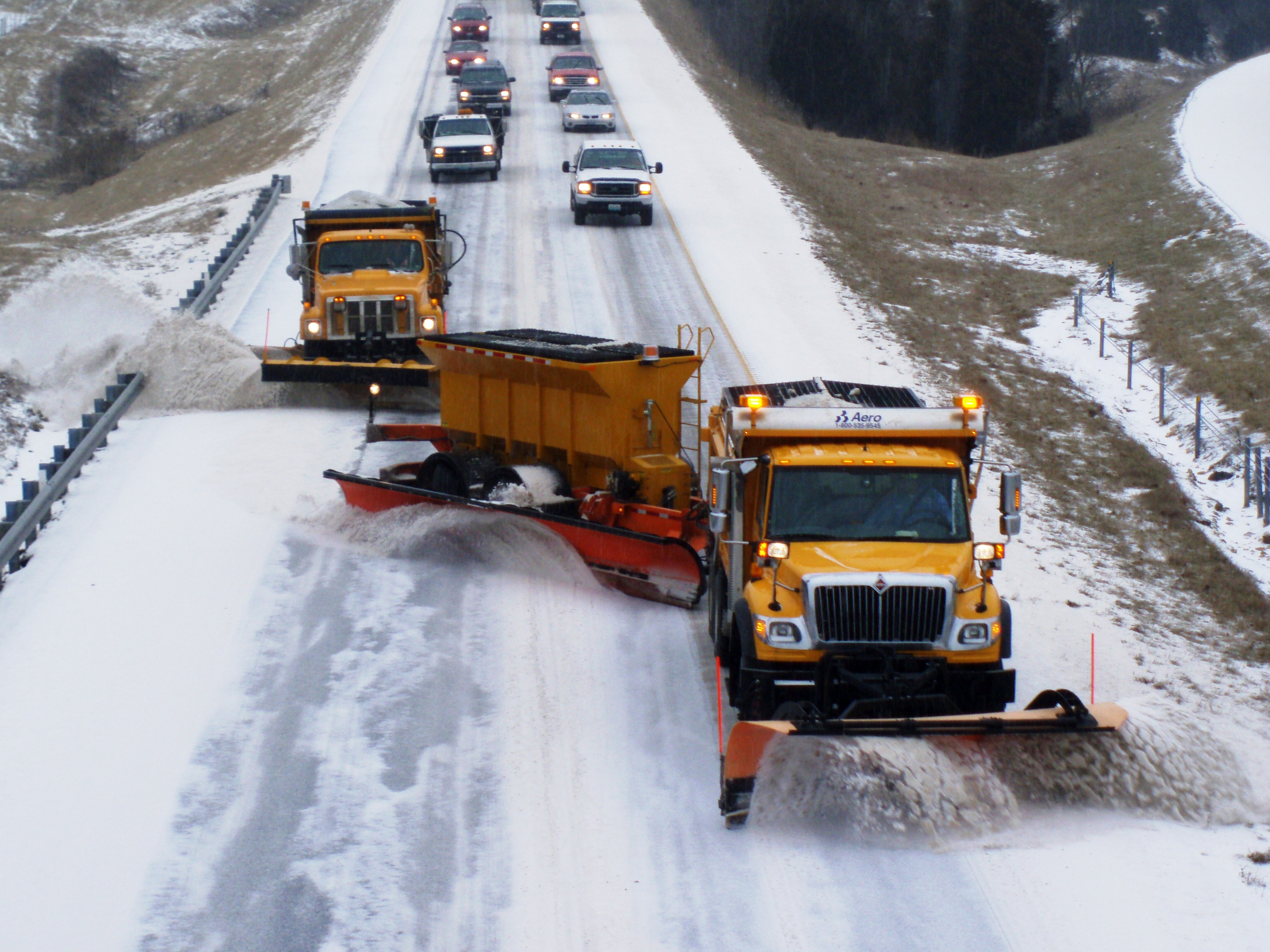